# Tour dei New Zealand Māori 1935
I New Zealand Maori, selezione dei giocatori di etnia Maori di Rugby a 15 nel 1935 si imbarcarono per un tour in Australia.

## Risultati principali
| Brisbane giugno 1935 | Queensland | 39 – 22 | New Zealand Māori |  |

| Brisbane giugno 1935 | Queensland | 13 – 15 | New Zealand Māori |  |

| Sydney giugno 1935 | New South Wales | 5 – 6 | New Zealand Māori |  |

| Melbourne giugno 1935 | Victoria | 16 – 28 | New Zealand Māori |  |

| Sydney giugno 1935 | New South Wales | 20 – 13 | New Zealand Māori |  |

| Sydney giugno 1935 | New South Wales | 5 – 14 | New Zealand Māori |  |